# Jan Erik Vold
Jan Erik Vold (Oslo, 18 de octubre de 1939) es un escritor, poeta lírico, periodista, traductor, rapsoda y músico noruego residente en Estocolmo.
Pertenece a la llamada generación Profil, que toma nombre de una publicación llamada así. Es hijo de  Sigrid Marie Johanna Wilhelmsen y del periodista  Ragnar Vold. Ha ganado varios premios literarios y la Universidad de Oslo le concedió el título de doctor honoris causa en 2000.

## Obra

### Poemarios
- 1965 mellom speil og speil (Gyldendal, Oslo)
- 1966 HEKT (Gyldendal, Oslo)
- 1966 blikket (Kommet Forlag, Oslo)
- 1967 Svingstang (eget opptrykk i 700 eksemplarer)
- 1968 Mor Godhjertas glade versjon. Ja (Gyldendal, Oslo)
- 1969 Bo på Briskeby blues (Gyldendal, Oslo)
- 1969 kykelipi (Gyldendal, Oslo)
- 1970 Spor, snø (Gyldendal, Oslo)
- 1970 Bok 8: LIV (Gyldendal, Oslo)
- 1978 S (Gyldendal, Oslo)
- 1979 sirkel sirkel: boken om prins Adrians reise (Gyldendal, Oslo)
- 1987 Sorgen. Sangen. Veien (Gyldendal, Oslo)
- 1988 En som het Abel Ek (Gyldendal, Oslo)
- 1989 Elg (Gyldendal, Oslo)
- 1993 IKKE : skillingstrykk fra nittitallet (Gyldendal, Oslo)
- 1993 En sirkel is (Gyldendal, Oslo)
- 1995 Kalenderdikt (Gyldendal, Oslo)
- 1997 Ikke (ilustrado por Steffen Kverneland) (Samlaget, Oslo)
- 2000 I vektens tegn : 777 dikt
- 2002 Tolv meditasjoner (Gyldendal, Oslo)
- 2003 Diktet minner om verden (Kommet Forlag, Oslo)
- 2004 Drømmemakeren sa (Gyldendal, Oslo)
- 2011 Store hvite bok å se (Gyldendal, Oslo)

### Prosa
- 1967 fra rom til rom : SAD & CRAZY (Gyldendal, Oslo)
- 1976 BusteR BrenneR (Gyldendal, Oslo)

### Ensayo
- 1976 Entusiastiske essays : klippbok 1960–75 (Gyldendal, Oslo)
- 1980 Det norske syndromet
- 1984 Her. Her i denne verden : essays og samtaler (Gyldendal, Oslo)
- 1990 Poetisk praksis 1975–1990 (Gyldendal, Oslo)
- 1994 Under Hauges ord
- 1995 Etterblikk. Ernst Orvil, poet
- 1998 Storytellers
- 1999 Tydelig, 33 : essays 1965–1998 (Gyldendal, Oslo)
- 2000 Mørkets sangerske. En bok om Gunvor Hofmo
- 2005 God jul med Gertrude Stein og andre essays

### Teatro
- Prins Adrians reise : et hørespill for åtte stemmer, for NRK Radioteatret  (produced 1984, replay 1984)
- Noe om noe : et fore-drag for radio, for NRK Radioteatret (produsert 1986, replay 1986)

### Discografía
- 1969 Briskeby blues (con Jan Garbarek)(PolyGram Records, Oslo)
- 1971 Hav (con Jan Garbarek)
- 1973 Trikkeskinner (con Jan Garbarek)
- 1977 Ingentings bjeller
- 1981 Stein. Regn (con Kåre Virud)
- 1986 Den dagen Lady døde / Jan Erik Vold leser dikt av Frank O'Hara (Hot Club Records, Oslo)
- 1988 Blåmann! Blåmann! (con Chet Baker) (Hot Club Records, Oslo)
- 1990 Sannheten om trikken er at den brenner  (Hot Club Records, Oslo)
- 1992 Pytt Pytt Blues (Hot Club Records, Oslo)
- 1994 Obstfelder live på Rebecka West (Hot Club Records, Oslo)
- 1996 Her er huset som Per bygde (Hot Club Records, Oslo)
- 1998 Storytellers (Hot Club Records, Oslo)
- 2005 Vold synger svadaåret inn (Hot Club Records, Oslo)
- 2008 Drømmemakeren sa (con Egil Kapstad) (Hot Club Records, Oslo)
- 2009 Jan Erik Vold: Vokal – The Complete Recordings 1966–1977 (Plastic Strip/Musikkoperatørene)
- 2010 Telemark Blue (con Chet Baker) (Hot Club Records, Oslo)
- 2012 Blackbird Bye Bye (con Bill Frisell y Arild Andersen) (Hot Club Records, Oslo)

### Poemas reinventados
- 1964  Peter Bichsel : Egentlig ville fru Blum bli kjent med melkemannen (Pax Forlag, Oslo)
- 1969  William Carlos Williams: LOVE
- 1971  Samuel Beckett: Alle dem som faller (Originaltittel: All that fall, NRK)
- 1972  Robert Creeley Alt er vann/om du ser lenge nok : 74 poems from For love (Pax Forlag, Oslo)
- 1972  Bob Dylan: Tarantula (Gyldendal, Oslo)
- 1977  Bob Dylan: Damer i regn : 70 sanger på norsk (Den norske bokklubben, Stabekk)
- 1983  Frank O'Hara: Solen ute på Fire Island & andre dikt
- 1987  Samuel Beckett og fleire: Becketts ring : samlede dikt av Samuel Beckett; spredte dikt av Rimbaud, Apollinaire, Éluard (Forlaget Oktober, Oslo)
- 1996  Tomas Tranströmer Samlede dikt (Gyldendal, Oslo)
- 1998 Storytellers : en begrunnet antologi (Gyldendal, Oslo)
- 2004  Richard Brautigan: Å føre krig mot den gjengse maratonprosa (Kolon, Oslo)
- 2005  Samuel Beckett: Vente på Godot
- 2009  Wallace Stevens: Keiseren av iskrem (Gyldendal, Oslo)